# Löwenstedt
Löwenstedt (frisó septentrional Jöömst, danès Lyngsted ) és un municipi del districte de Nordfriesland, dins l'Amt Viöl, a l'estat alemany de Slesvig-Holstein. És just a l'oest de la carretera B-200 de Husum a Flensburg i a 7 km al nord de Viöl i el nord-est, i a uns 20 km de Husum entre els municipis de Haselund i Joldelund. El 31 de desembre del 2023 tenia 706 habitants.